# چاوک پشت‌قهوه‌ای
چاوک پشت‌قهوه‌ای (نام علمی: Ochthoeca fumicolor) نام یک گونه از سرده چاوک‌ها است.